# Harald Fröderström
Harald August Fröderström  ( * 1876 - 1944 ) fue un botánico sueco, que se especializó en la familia de las crasuláceas.
Migró a México donde desarrolló gran parte de su carrera académica en la Universidad Nacional Autónoma de México, por 30 años[http://www.agavaceae.com/botanik/pflanzen/botanzeige_scan_de.asp?gnr=1340&scan=180140&cat=1&name=Sedum%C2%A0batallae (enlace roto disponible en Internet Archive; véase el historial, la primera versión y la última).] (enlace roto disponible en Internet Archive; véase el historial, la primera versión y la última).. Y realizó extensas expediciones botánicas por todo México. Y duplicados de sus especímenes de herbario se hallan allí, y en Gotemburgo. (enlace roto disponible en Internet Archive; véase el historial, la primera versión y la última).

## Algunas publicaciones
- 1927. Om Sedum hispanicum L.. Svensk Botanisk Tidskrift 21 (1):58-62, ilustr.

### Libros
- 1930. The Genus Sedum L. A systematic essay. 161 planchas b&n, 111 pp. En Acta Horti Gothoburgensis. Tom. V-VII. Appendix. Elanders Boktryckeri Aktiebolag, Gothenberg

- La abreviatura «Fröd. o Frod.» se emplea para indicar a Harald Fröderström como autoridad en la descripción y clasificación científica de los vegetales.[1]

Se poseen 175 registros IPNI de sus identificaciones y clasificaciones de nuevas especies, las que publicaba habitualmente en : Preslia; Acta Horti Gothob.; Ark. Bot.; J. Wash. Acad. Sci.; Hand.-Mazz., Symb.